# Robert Martineau
Robert Arnold Schürhoff Martineau (* 22. August 1913 in Birmingham; † 28. Juni 1999 in Denbigh) war ein britischer Geistlicher der Church of England. Er war ab 1972 Bischof der Diözese Blackburn sowie von 1975 bis 1981 als geistlicher Lord (Lord Spiritual) Mitglied des britischen Oberhauses.
Robert Martineau besuchte die King Edward’s School in Birmingham und Trinity Hall in Cambridge. Obwohl mathematisch sehr begabt, entschloss er sich am Westcott House in Cambridge Theologie zu studieren. 1938 wurde er als Diakon ordiniert, 1939 Priester und hatte seine erste seelsorgerische Stelle als Kurat in Melksham in Wiltshire. Diese Zeit wurde vom Zweiten Weltkrieg unterbrochen, in dem er von 1941 bis 1946 als Kaplan in der Royal Air Force Volunteer Reserve diente. Nach dem Krieg wurde er Vikar in Ovenden und danach seit 1952 in Allerton. Während Martineaus Zeit galt das Parish Allerton, als eines der am besten organisierten überhaupt der Kirche von England. Damit begann seine Karriere in der Kirche. Er wurde Rural Dean, Ehrenkanoniker der Kathedrale von Liverpool und vertrat seine Region bei der Generalsynode der Church of England. 1966 wurde Martineau als „Bischofe von Huntingdon“ Suffraganbischof in der Diözese Ely und Kanoniker der Kathedrale von Ely. 1972 wurde er fünfter Diözesanbischof von Blackburn. Mit dem Amt war von 1975 bis 1981 die Mitgliedschaft im House of Lords verbunden.
Martineau hatte verschiedene wichtige Positionen in der Church of England inne. 1970 wurde er Chairman of the Central Readers’ Board of the Church of England, 1973 Chairman of the Church of England Board of Education, was er bis 1979 blieb. Auch als Bischof blieb er der pastoralen Arbeit treu, insbesondere begleitete er viele Paare bis in die Ehe. Selbst war er seit 1941 verheiratet, aus der Verbindung gingen ein Sohn und zwei Töchter hervor. Nach seinem Ausscheiden aus seinen Ämtern 1981 lebte er mit seiner Frau in Nordwales, wo er weiterhin seelsorgerisch tätig war.

## Schriften
- The Office and Work of a Priest, 1972.
- Moments that Matter, 1976.